# 1957 a légi közlekedésben
Ez a lista az 1957-es év légi közlekedéssel kapcsolatos eseményeit tartalmazza.

## Események
- április 4. – Az 51-es körzet közelében lezuhan az első radarzavaróval felszerelt Lockheed U–2 prototípus. A pilóta életét veszíti.

## Első felszállások
- november 15. – A Tu–114 prototípusának első felszállása.